# Tinospora
Tinospora is een geslacht van kruidachtige slingerplanten, houtige lianen en soms ook kleine verwarde struiken uit de familie Menispermaceae. De soorten komen voor in Afrika, het Indisch subcontinent, Zuidoost-Azië, Oost-Azië en Australazië.

## Soorten
- Tinospora arfakiana Becc.
- Tinospora baenzigeri Forman
- Tinospora bakis (A.Rich.) Miers
- Tinospora caffra (Miers) Troupin
- Tinospora celebica Diels
- Tinospora cordifolia (Willd.) Hook.f. & Thomson
- Tinospora coriacea (Blume) Beumée ex K.Heyne
- Tinospora crispa (L.) Hook.f. & Thomson
- Tinospora dentata Diels
- Tinospora dissitiflora (K.Schum. & Lauterb.) Diels
- Tinospora esiangkara (F.M.Bailey) Forman
- Tinospora formanii Udayan & Pradeep
- Tinospora fragosa (I.Verd.) I.Verd. & Troupin
- Tinospora glabra (Burm.f.) Merr.
- Tinospora glandulosa Merr.
- Tinospora guangxiensis H.S.Lo
- Tinospora hainanensis H.S.Lo & Z.X.Li
- Tinospora hirsuta (Becc.) Forman
- Tinospora homosepala Diels
- Tinospora macrocarpa Diels
- Tinospora maqsoodiana Mujaffar, Moinudd. & Mustakim
- Tinospora merrilliana Diels
- Tinospora mossambicensis Engl.
- Tinospora neocaledonica Forman
- Tinospora nudiflora (Griff.) Kurz
- Tinospora oblongifolia (Engl.) Troupin
- Tinospora orophila Troupin
- Tinospora palminervis Miers
- Tinospora penninervifolia (Troupin) Troupin
- Tinospora sagittata (Oliv.) Gagnep.
- Tinospora siamensis Forman
- Tinospora sinensis (Lour.) Merr.
- Tinospora smilacina Benth.
- Tinospora subcordata (Miq.) Diels
- Tinospora sumatrana Becc.
- Tinospora tenera Miers
- Tinospora teysmannii Boerl.
- Tinospora tinosporoides (F.Muell.) Forman
- Tinospora trilobata Diels